# Circleville (Kansas)
Circleville – miasto w Stanach Zjednoczonych, w stanie Kansas, w hrabstwie Jackson.